# Cyne banahaensis
Cyne banahaensis là một loài thực vật có hoa trong họ Loranthaceae. Loài này được (Elmer) Danser mô tả khoa học đầu tiên năm 1929.